# Зразкове (Мелітопольський район)
Зразко́ве — село в Україні, у Мелітопольському районі Запорізької області. Входить до складу Плодородненської сільської громади. Населення становить 243 осіб.

## Географія
Село Зразкове розташоване на відстані 3,5 км від села Братське та за 5 км від села Плодородне. Поруч проходить автомобільна дорога М18 (E105).

## Населення

### Мова
Розподіл населення за рідною мовою за даними перепису 2001 року:
| Мова       | Кількість | Відсоток |
| ---------- | --------- | -------- |
| російська  | 217       | 88.21%   |
| українська | 26        | 11.79%   |
| Усього     | 243       | 100%     |

## Історія
- 1810 — засноване як колонія Карлсруе.
- 7 (20) листопада 1917 року, відповідно до Третього Універсалу Української Центральної Ради, увійшло до складу Української Народної Республіки[2].
- У 1945 році перейменоване в село Зразкове.
- До 2017 року було у складі Плодородненської сільської ради.
- 19 липня 2020 року, в результаті адміністративно-територіальної реформи та ліквідації Михайлівського району, село увійшло до складу новоутвореного Мелітопольського району[3].